# 尾木徹
尾木 徹（おぎ とおる、1943年6月14日 - ）は、日本の実業家、芸能プロモーターである。株式会社プロダクション尾木の代表取締役を務める。元所属タレントの布施明と同じ渡辺プロダクション出身。

## 略歴
- 1966年3月、慶應義塾大学法学部を卒業。
- 1966年4月、株式会社渡辺プロダクションに入社。
- 1978年3月、株式会社プロダクション尾木を設立、同社の代表取締役に就任。
- 同年7月、株式会社ルーツ音楽出版を設立、同社の代表取締役に就任。
- 1988年6月、社団法人日本音楽事業者協会理事（広報担当）に就任。以降、常任理事・副会長を歴任。
- 1990年5月、株式会社イオ（現・株式会社アラベスク）を設立、同社の代表取締役に就任。
- 2006年5月、株式会社Y・M・O（現・株式会社尾木プロ THE NEXT）を設立、同社の代表取締役に就任。
- 2007年6月、社団法人日本音楽事業者協会の会長に就任（同協会は2012年4月に一般社団法人に移行）。
- 2012年11月、藍綬褒章を受章。
- 2013年6月、一般社団法人日本音楽事業者協会の会長を退任。